# Geografia dell'Alto Mantovano

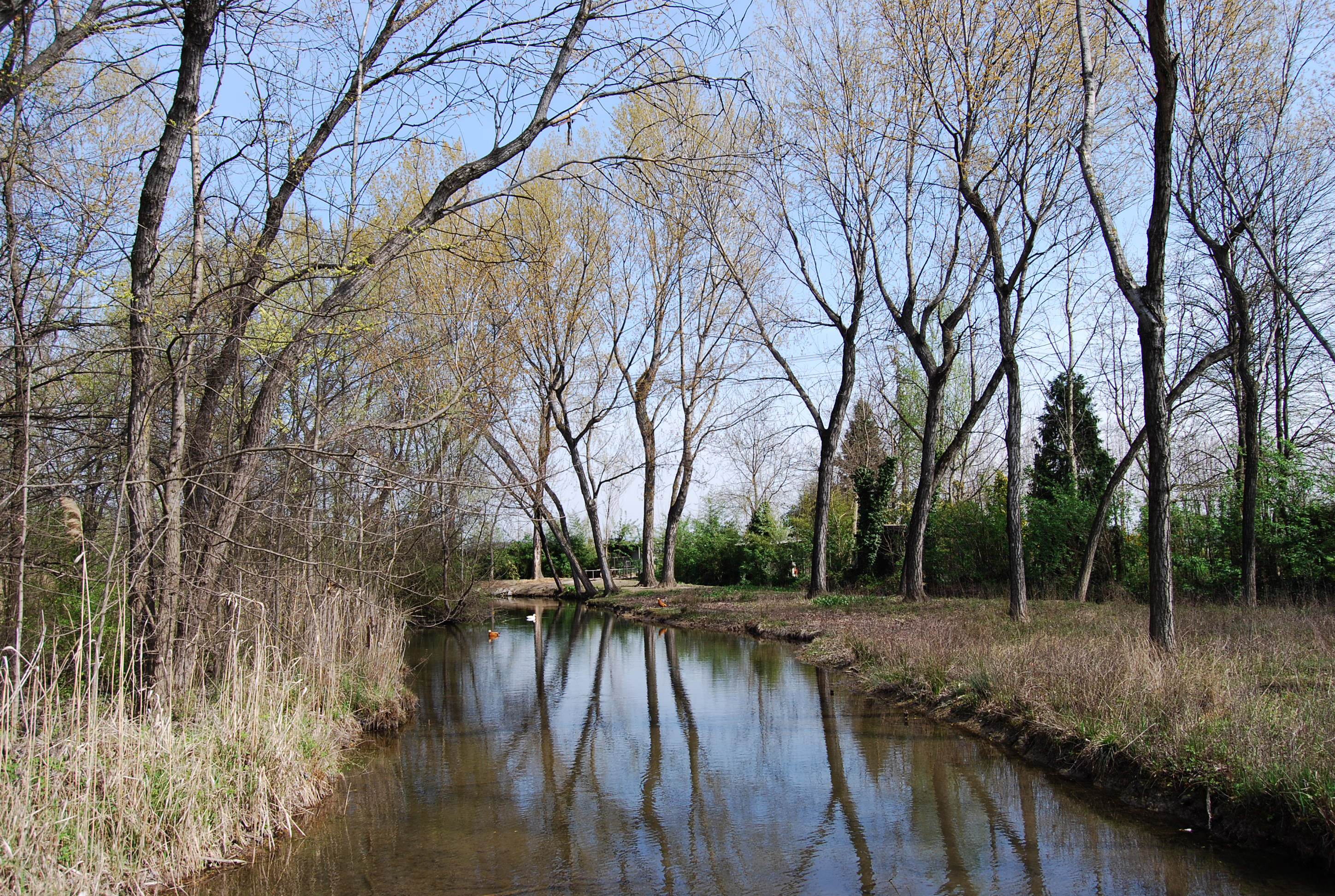
Zona dei fontanili, a nord di Castel Goffredo

Geograficamente, l'Alto Mantovano è grosso modo limitato a est e a ovest rispettivamente dai fiumi Chiese e Mincio, a nord dalle colline moreniche del lago di Garda, mentre i suoi confini meridionali sono segnati dalla pianura medio mantovana attraversata dalla Via Postumia.

## Territorio e ambiente

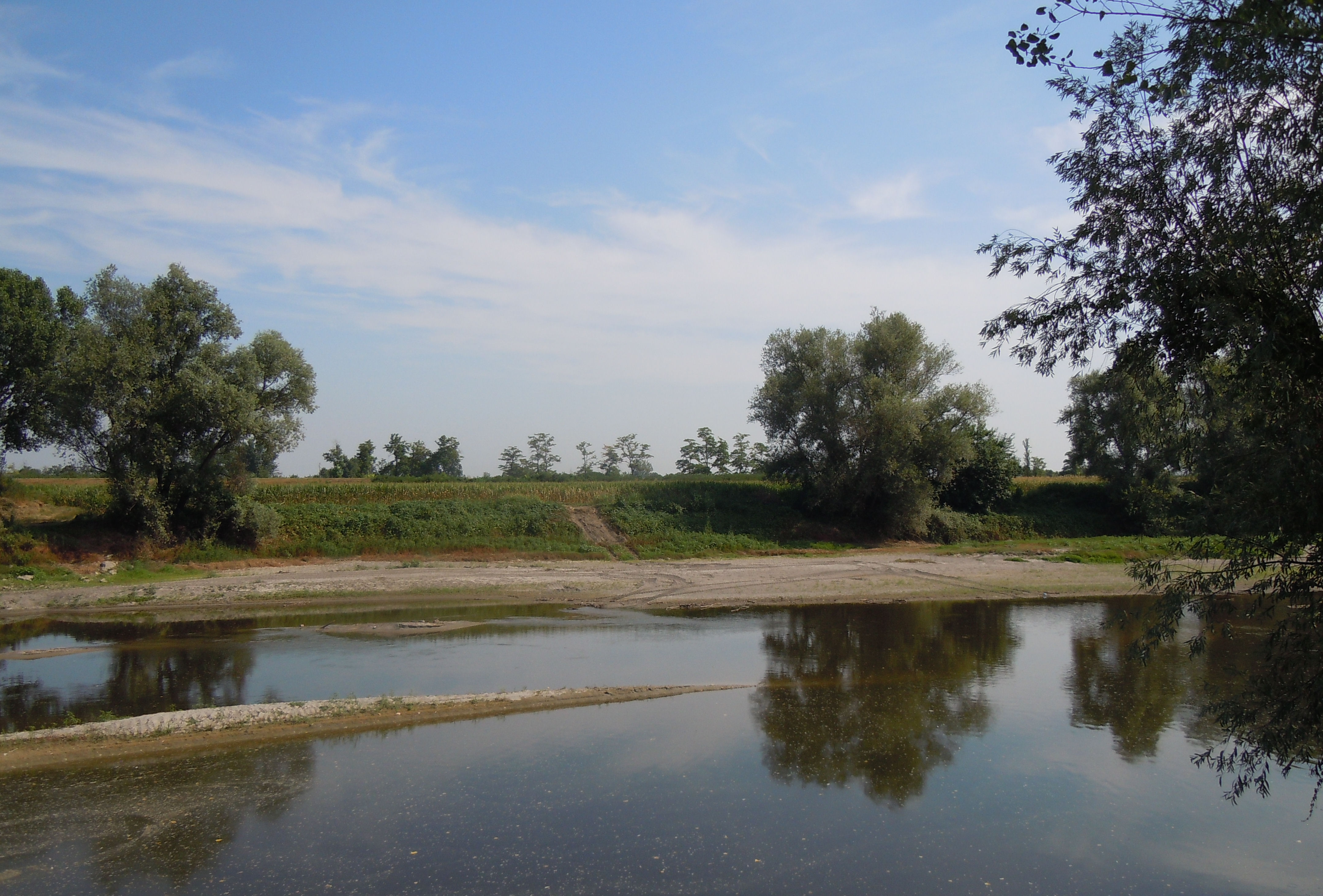
Il fiume Oglio nel Parco dell'Oglio Sud

Questo territorio presenta aspetti unici e molto particolari, dovuti in parte alla sua vicinanza con gli ambienti umidi del lago di Garda, in parte agli eventi geologici che l'hanno originato.
Le colline moreniche che appaiono oggi disposte in ampi semicerchi concentrici che si dischiudono verso la pianura risalgono, infatti, all'epoca delle due ultime glaciazioni, quando il ghiacciaio del Garda trascinò verso valle grandi quantità di detriti. Questi depositi, con il passare dei millenni, divennero vere e proprie colline che il tempo e le acque modellarono e rivestirono di una ricca e rigogliosa flora donando loro buona parte dell'aspetto che ancora adesso si può ammirare. Poi l'uomo fece il resto assecondando la natura, bonificando gli acquitrini, convogliando l'acqua.
I comuni dell'Alto Mantovano rappresentano un ambito territoriale riconoscibile, anche sul piano percettivo, per la peculiarità del sistema ambientale sotto il profilo della configurazione geomorfologica, delle forme e delle modalità di strutturazione degli insediamenti storici, nonché degli assetti idrografici, vegetazionali e paesaggistici.
L'ambito territoriale presenta nella parte settentrionale ondulazioni collinari che conferiscono particolarità, donando al territorio una sorta di micro-spazio unitario, concentrico, per quanto perfettamente integrato agli spazi esterni ad esso.
Al tempo stesso, l'area morenica e la zona ai suoi piedi rappresentano un ambito di collegamento con il bacino del lago di Garda verso nord, nella direzione dei territori bresciano e veronese, e possiedono importanti relazioni su scala interprovinciale, che definiscono un comprensorio dalle forti dinamiche economiche, sia sul versante produttivo che dei cospicui flussi turistici.
In sostanza il territorio si può suddividere, approssimativamente, con riguardo innanzitutto al punto di vista altimetrico e della conformazione territoriale, in due grandi aree, l'una collinare a nord e l'altra di pianura a sud-ovest, alle quali corrispondono diverse caratteristiche ambientali e vegetative.
- Colline moreniche e area sub-collinare (alta pianura ghiaiosa)[4]: Castiglione delle Stiviere, Cavriana, Guidizzolo, Medole, Monzambano, Ponti sul Mincio, Solferino, Volta Mantovana. Nelle zone più alte sul livello del mare si estendono terreni sassosi, destinati a pascolo e ai vigneti, protetti da antichi borghi fortificati, come nel caso del pressoché intatto Castellaro Lagusello, di Cavriana, di Volta Mantovana, di Monzambano, di Ponti sul Mincio. Torri e castelli medievali fungevano qui da guardia e da difesa del territorio. Si tratta di una zona, che si estende per circa diciottomila ettari, di colline con quote superiori ai duecento metri sul livello del mare, a predominanza di sedimenti glaciali e fluvioglaciali – ciottoli, ghiaie, sabbie -[5]. Ai piedi delle colline o nelle zone intermoreniche la terra è ricca di fontanili e risorgive che alimentano i fossati o stagnano in piccoli laghi. L'area sub-collinare dell'alta pianura – Medole, Guidizzolo – è caratterizzata da archi morenici subparalleli e da depositi fluvioglaciali, con sedimenti di natura tendenzialmente grossolana[6].

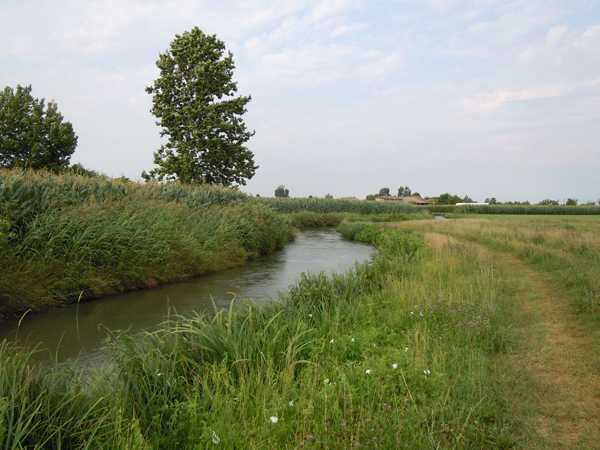
Il torrente Seriola Piubega

- Altopiano pianeggiante tra Mincio e Oglio[7]: Acquanegra sul Chiese, Asola, Canneto sull'Oglio, Casalmoro, Casaloldo, Casalromano, Castel Goffredo, Ceresara, Gazoldo degli Ippoliti, Goito, Mariana Mantovana, Piubega, Redondesco[8][9]. La piatta pianura, dove i campanili delle chiese segnano la presenza di paesi e di piccole frazioni, è fertile e quasi interamente destinata all'agricoltura, ma oggi è purtroppo assai avara di alberi, ridotti ad indicare le diverse proprietà, per fare posto alle coltivazioni e ai campi, segnati da fossi e stradine[10].

Questa zona pianeggiante di alta e media pianura è percorsa dai fiumi Mincio, Oglio, Chiese, e da più brevi corsi d'acqua come i Tartari, l'Osone, il Solfero, il Caldone; è caratterizzata da sedimenti fluviali a granulometria fine – sabbie, limi, argille - , in lieve pendenza verso la parte assiale del corso del Po. A sua volta il paesaggio dell'altopiano pianeggiante si divide in: media pianura idromorfa o fascia storica delle risorgive; bassa pianura e paesaggi delle valli fluviali, con la valle del Chiese, la valle dell'Oglio e la valle del Mincio.
L'assetto geologico è caratterizzato nella parte settentrionale dalle colline moreniche del Garda, costruite dai grandi ghiacciai alpini durante le ultime glaciazioni, nella parte meridionale dalla piana proglaciale würmiana, nota come livello fondamentale della pianura, formatasi al termine dell'ultima glaciazione quaternaria; in essa sono bene riconoscibili le incisioni vallive, a tratti fortemente incassate, dei corsi d'acqua principali – Oglio e Mincio - ritenute di età olocenica.
L'Alto Mantovano è delimitato su tre lati da tre importanti fiumi: ad ovest il Chiese, in prossimità del confine con Brescia, ad est il Mincio – che per un tratto segna il limite con la provincia di Verona -, a sud-ovest l'Oglio – che marca il confine con la provincia di Cremona -. Tra l'Oglio e il Mincio sono ubicati diversi corsi d'acqua minori, la cui origine si deve al confluire delle acque di risorgiva, che contribuiscono con i loro depositi al paesaggio delle valli fluviali. Nella zona corrispondente all'abitato di Castel Goffredo sono presenti numerose risorgive.
Il clima dell'Alto Mantovano è quello tipico della pianura padana: le estati sono lunghe e umide ciò aumenta ancor più la sensazione di calore venendosi a creare l'afa, mentre l'inverno è freddo, con frequenti nebbie. Le precipitazioni si concentrano nei mesi dell'autunno-inverno, periodo nel quale possono essere anche a carattere nevoso.

### Parchi
L'Alto Mantovano è interessato da alcuni parchi, riserve e oasi d'interesse naturalistico:

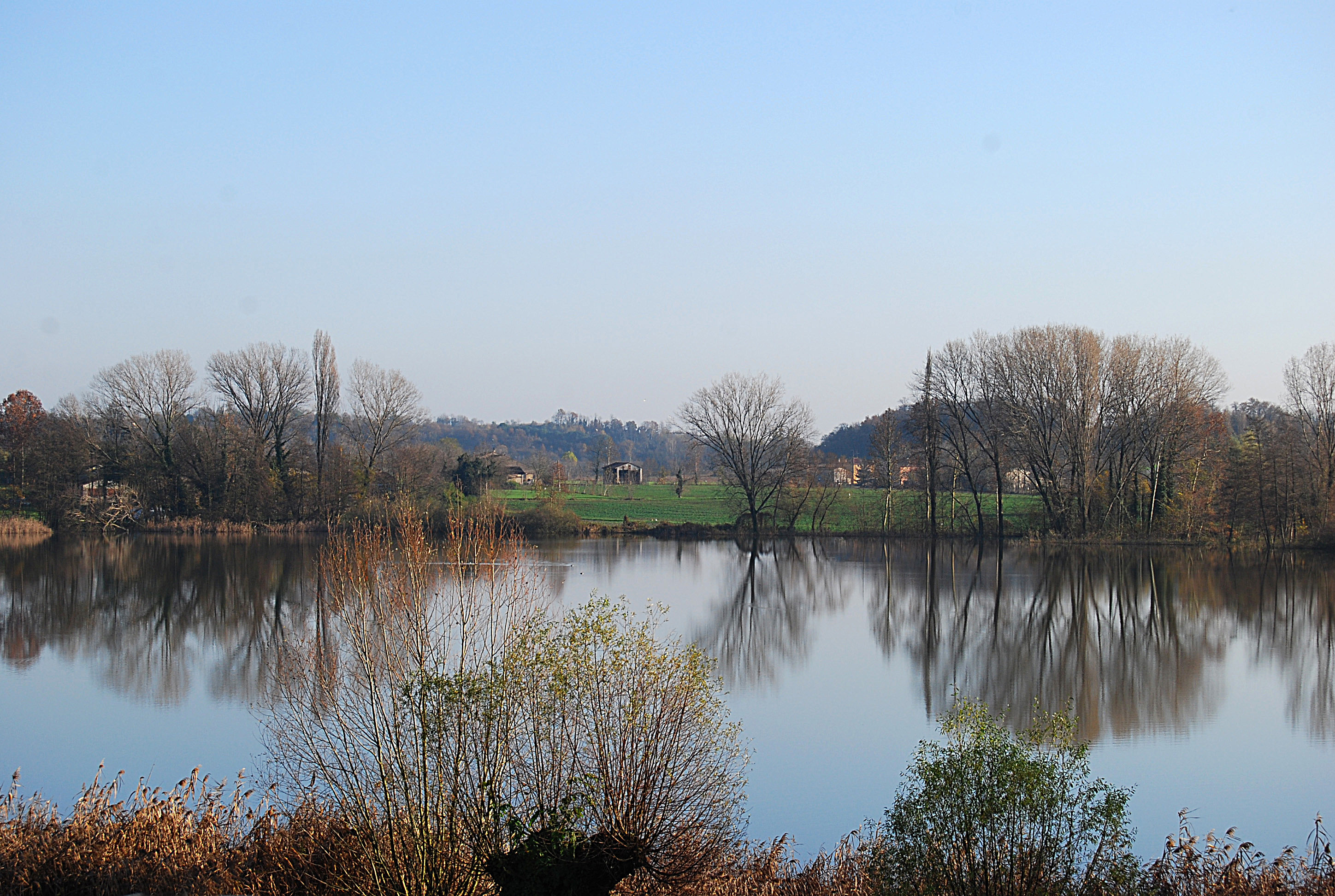
Riserva naturale di Castellaro Lagusello

#### Parchi regionali
- Parco regionale del Mincio, istituito dalla Regione Lombardia con legge regionale n. 47/84 (Ponti sul Mincio, Monzambano, Volta Mantovana, Goito). Il parco nella sua interezza si estende sulle due rive del fiume dal Garda allo sbocco nel Po. Lungo il percorso si trovano le Riserve naturali orientate di Castellaro Lagusello e colline moreniche. Nel territorio del parco si trova anche il Parco delle Bertone di Goito.
- Parco naturale dell'Oglio Sud, istituito dalla Regione Lombardia con legge regionale n. 17/88 (Tipologia: Oasi Naturale; Casalromano, Canneto sull'Oglio, Acquanegra sul Chiese). Il parco interessa nella sua totalità quindici comuni tra le province di Mantova e Cremona e si estende fino alla confluenza nel Po; nell'area altomantovana comprende: le lanche di Runate di Canneto sull'Oglio (Riserva Naturale orientata Gerra Gavazzi Runate con percorso attrezzato lungo l'Oglio)[13]; la riserva naturale orientata Le Bine, in riva destra tra i comuni di Calvatone e di Acquanegra sul Chiese; la foce del Chiese[14]; le torbiere di Valli di Mosio[15][16][17].

#### Riserve naturali regionali
- Riserva naturale Le Bine (Acquanegra sul Chiese)[18].

#### Parchi locali di interesse sovracomunale (PLIS)
- Parco Colline Moreniche di Castiglione
- Parco Solferino
- Riserva naturale Complesso morenico di Castellaro Lagusello[19]
- Centro Parco delle Bertone (Goito): ospita fra l'altro il centro di riproduzione della cicogna bianca[20][21].

Dal punto di vista della conformazione territoriale, si può operare una prima e approssimativa ripartizione del territorio in due zone: 
- Colline moreniche e area sub-collinare (alta pianura ghiaiosa): Castiglione delle Stiviere, Cavriana, Guidizzolo, Medole, Monzambano, Ponti sul Mincio, Solferino, Volta Mantovana.
- Altopiano pianeggiante tra Mincio e Oglio: Acquanegra sul Chiese, Asola, Canneto sull'Oglio, Casalmoro, Casaloldo, Casalromano, Castel Goffredo, Ceresara, Gazoldo degli Ippoliti, Goito, Mariana Mantovana, Piubega, Redondesco[8][9].

A sua volta il paesaggio dell'altopiano pianeggiante si divide in: media pianura idromorfa o fascia storica delle risorgive; bassa pianura e paesaggi delle valli fluviali, con la valle del Chiese, la valle dell'Oglio e la valle del Mincio.

## Uso del suolo
Il settore agricolo ha una forte rilevanza economica in tutto il territorio, con le grosse aziende ad indirizzo cerealicolo-zootecnico e gli allevamenti di suini, tipici della pianura lombarda, ma anche con i vigneti e frutteti dell'area collinare.
L'Alto Mantovano si caratterizza per
l'uso a seminativo preponderante rispetto alle altre forme di utilizzo del territorio.
Questa presenza contraddistingue l'intera zona, ad esclusione delle aree lungo i principali corsi d'acqua dove pioppeti, boschi e aree a vegetazione naturale hanno una diffusione significativa.
Tra le colture presenti riconducibili alla componente seminativa troviamo cereali autunno-vernini, colture industriali, colture foraggere. Le legnose agrarie (pioppeti, vigneti e frutteti) si localizzano lungo i principali corsi d'acqua (pioppeti) e le colline moreniche (frutteti e vigneti).
Nelle aree più prettamente agricole è presente una fitta ragnatela di siepi e filari, omogeneamente distribuita. Tale rete, attraverso i corridoi ecologici tra differenti aree naturali in cui si concentrano la fauna e la flora spontanea, si comporta come una riserva di
biodiversità.
Per questo motivo, e per il suo valore come elemento del paesaggio agrario, la sua importanza è stata rivalutata enormemente negli ultimi anni
.

## Geografia fisica

### Geologia
Il territorio dell'Alto Mantovano ha avuto origine dalle complesse vicende intervenute durante l'era quaternaria; la sua genesi si deve, infatti, prima alla dinamica glaciale e fluvioglaciale durante il Pleistocene (1,7 - 0,01 milioni di anni), poi a quella fluviale durante l'Olocene (a partire da 0,01 milioni di anni).
L'assetto geologico è pertanto caratterizzato nella parte settentrionale dalle colline moreniche del Garda, costruite dai grandi ghiacciai alpini durante le ultime glaciazioni, nella parte centrale dalla piana proglaciale würmiana, nota come livello fondamentale della pianura, formatasi al termine dell'ultima glaciazione quaternaria; in essa sono bene riconoscibili le incisioni vallive, a
tratti fortemente incassate, dei corsi d'acqua principali – Oglio e Mincio - ritenute di età olocenica. 

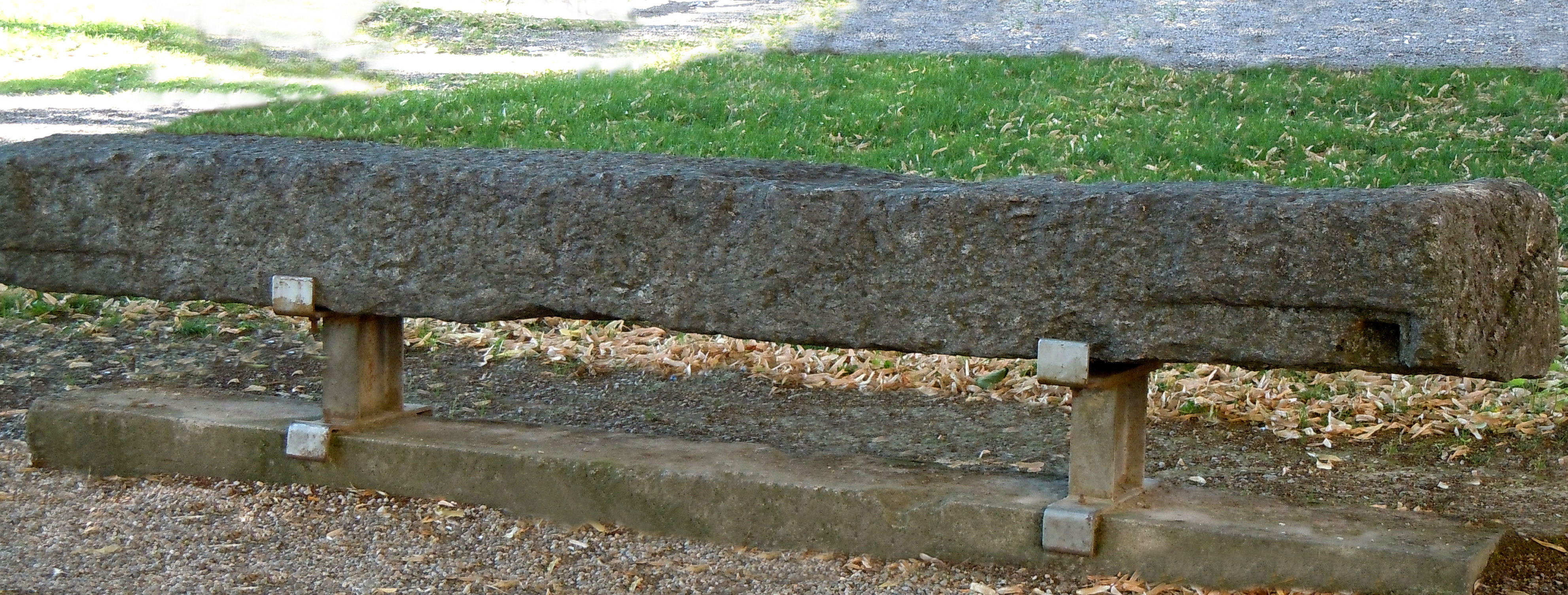
Masso longilineo dell'era quaternaria, collocato nei giardini pubblici di Castel Goffredo

### Pedogenesi e paleoambiente
Gran parte del territorio altomantovano è costituito dai sedimenti dapprima ghiaiosi – a nord - e poi sabbiosi – a sud -, fuoriusciti durante il Pleistocene superiore dal fronte del ghiacciaio gardesano, le cui morene più esterne si affacciano a settentrione dell'area. Tali sedimenti vennero depositati dai corsi d'acqua a canali intrecciati prima, meandreggianti poi, che costruirono una piana fluvioglaciale (sandur), in origine omogeneamente digradante dagli apparati morenici al Po.
Oggi questa piana, che costituisce il livello principale della pianura, è, nel tratto compreso fra Oglio e Mincio, fortemente incisa da corsi d'acqua attivi o fossili. La particolare forma dell'antica pianura fluvioglaciale, come anche l'andamento dei corsi d'acqua che la incidono, è stata determinata dall'evolversi, anche durante l'Olocene, di strutture tettoniche profonde.
La sedimentazione del livello principale della pianura cessa probabilmente tra la fine del Pleniglaciale e il Tardiglaciale. In questa fase i numerosi corsi d'acqua, prendenti origine dalle morene frontali del Garda, iniziano ad incidere e terrazzare la sommità fino ad allora pianeggiante del sandur che da questo momento sarà sede soprattutto di processi pedogenetici. Tali mutamenti pedogenetici hanno cause complesse, indotte sia dalle variazioni climatiche intervenute nell'Olocene sia dal diverso rapporto instaurato con il suolo da ciascuna delle culture succedutesi dal neolitico al presente.
Le più antiche tracce di pedogenesi olocenica risalgono al periodo Boreale-Atlantico, quando l'alta pianura mantovana era ricoperta prevalentemente da specie arboree pertinenti al querceto misto.

### Geomorfologia e pedopaesaggio
Il territorio alto mantovano dal punto di vista geomorfologico può essere suddiviso in tre grandi ambiti: l'anfiteatro morenico del Garda, il livello fondamentale della pianura e le valli fluviali dei corsi d'acqua olocenici.

#### Anfiteatro morenico del Garda

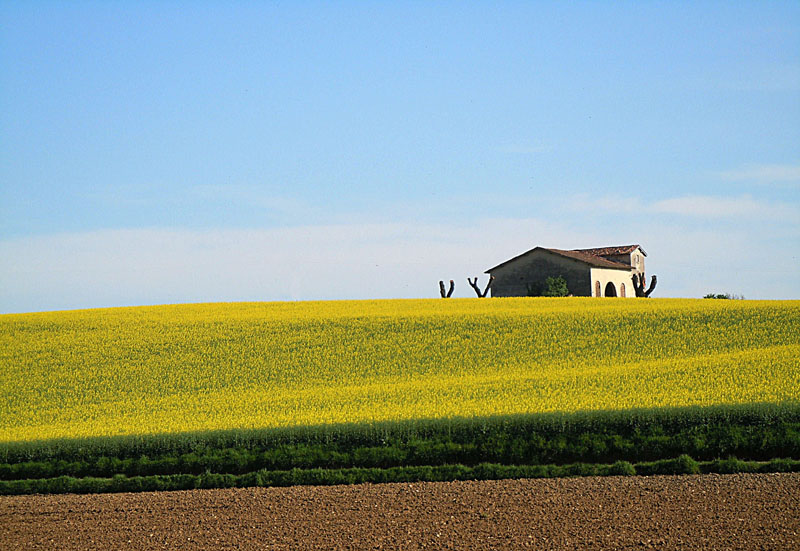
Colline moreniche del lago di Garda

Nella parte nord si estende la propaggine meridionale dell'anfiteatro morenico würmiano del Garda, edificato sulla morena frontale abbandonata durante il ritiro conseguente la massima avanzata glaciale. Ciò è ben visibile nella forma di questi rilievi morenici, che presentano una caratteristica curvatura, con la convessità rivolta verso la pianura.
Si tratta di un paesaggio composito, costituito dall'alternanza, in una successione articolata, di forme eterogenee. I cordoni morenici, connotati da una morfologia più o meno aspra e acclive, sono alternati a piane intermoreniche. L'aspetto morfologico del territorio in esame è tipicamente collinare ed è caratterizzato da una topografia estremamente variabile; le superfici si trovano a quote comprese tra 50 e 350 m s.l.m. e i cordoni hanno pendii fortemente inclinati e scoscesi (valori medi di pendenza 6-20%, con massimi di 45%).
Nelle incisioni si trovano sedimenti fluvioglaciali e fluviali con granulometria ghiaiosa, talvolta con uno strato pedogenizzato argilloso e di colore rossastro. Le piane intermoreniche, tuttora influenzate da fenomeni di ristagno idrico nelle parti più depresse del paesaggio, erano sede di antiche paludi in cui avveniva la decantazione dei sedimenti a granulometria più fine (argille), talora con torbe. Alla eterogeneità del paesaggio corrisponde un'elevata variabilità pedologica, con suoli da poco a moderatamente profondi, a volte pietrosi, con tessitura media o moderatamente grossolana. I suoli sono calcarei o molto calcarei, da subalcalini a molto alcalini, con elevata saturazione basica e capacità di scambio medio-bassa.

#### Livello fondamentale della pianura

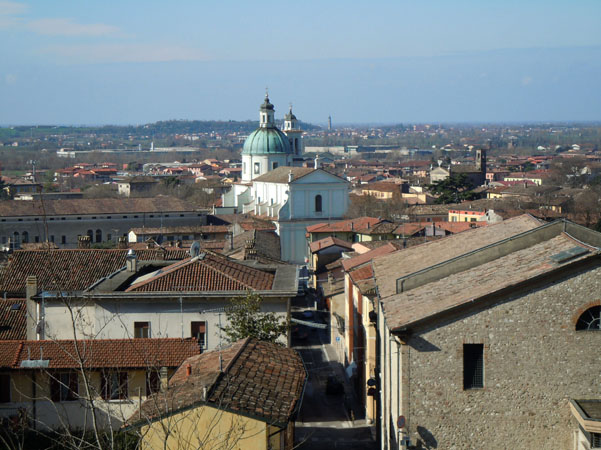
Panorama di Castiglione delle Stiviere dalla collina del castello

Questo ambito fisiografico, esteso nella parte centrale del territorio, è compreso tra le quote di circa 100–110 m s.l.m. nella sua porzione più settentrionale e circa 40 m s.l.m. al limite meridionale. Al suo interno è possibile distinguere tre diverse porzioni, ascrivibili a quelle che sono definite come alta, media e bassa pianura.
Il livello fondamentale della pianura è costituito da sedimenti di origine fluvioglaciale e fluviale, la cui granulometria passa dalla dominanza ghiaioso-sabbiosa nell'area prospiciente le colline moreniche del Garda a quella limoso-sabbiosa verso sud.
Tale granulometria variabile dei sedimenti, decrescente man mano che si procede in direzione sud, è in relazione alla riduzione della velocità e competenza delle acque.
Il livello fondamentale descrive la pianura formata nella fase finale della glaciazione würmiana, all'esterno della cerchia morenica, tramite deposizione e accumulo del carico grossolano trasportato dai corsi d'acqua alimentati dalle acque di fusione dei ghiacciai.
I tre principali ambienti che vengono individuati entro il livello fondamentale della pianura da nord verso sud sono:
- L'alta pianura ghiaiosa è presente nella parte più settentrionale, al bordo meridionale degli anfiteatri morenici - presso l'abitato di Castiglione delle Stiviere - e si estende verso sud incuneandosi tra la media e la bassa pianura da una parte e la valle del Mincio dall'altra - presso l'abitato di Goito -. Si tratta di superfici debolmente ondulate, costruite in passato dagli apporti dei torrenti fluvioglaciali e successivamente rimodellate dai corsi d'acqua. Hanno composizione prevalentemente ghiaiosa e pendenza media compresa tra 0,8-0,4%. L'alta pianura è costituita da una vasta superficie debolmente inclinata, a morfologia subpianeggiante. È solcata da corsi d'acqua a canali intrecciati, soggetti a grande variabilità di portata e con elevata torbidità delle acque. Nell'alta pianura ghiaiosa vi è una discreta variabilità pedologica, con suoli da poco a moderatamente profondi, pietrosi, con tessitura da media a grossolana. Sono talvolta non calcarei, ma più frequentemente da calcarei a molto calcarei con andamento irregolare dei carbonati. Hanno inoltre reazione da neutra a più alcalina con tendenza al crescere del pH in profondità, elevata saturazione basica e una capacità di scambio medio-bassa, a causa della scarsa quantità di argilla di solito presente[29].
- La media pianura idromorfa, o zona delle risorgive, è presente in una stretta fascia all'altezza del nucleo urbano di Castel Goffredo. Nella media pianura i sedimenti diventano prevalentemente sabbiosi, talvolta con lenti di ghiaie, e si verifica l'emergenza dei fontanili o risorgive. La pendenza media è compresa tra 0,4-0,15%. La media pianura idromorfa costituisce l'ambiente in cui, a causa della diminuzione di permeabilità dovuta alla riduzione granulometrica dei sedimenti, la falda freatica emerge alla superficie del suolo o permane a scarsa profondità. Questa porzione di territorio è delimitata a nord dalla linea ideale che congiunge i primi fontanili e a sud dal loro organizzarsi in corsi d'acqua permanenti, strutturati secondo un reticolo idrografico di tipo meandriforme. In tale ambiente la pedogenesi è condizionata dalla saturazione idrica del suolo a diverse profondità e per periodi più o meno lunghi (la falda è presente frequentemente entro il primo metro, talvolta alla base dell'orizzonte lavorato). L'idromorfia è più evidente presso le depressioni corrispondenti alle testate dei fontanili, mentre assume un minor rilievo nelle superfici subpianeggianti e relativamente stabili che costituiscono il corpo principale di questo ambito morfologico. I suoli presenti hanno tessitura piuttosto variabile da moderatamente grossolana a fine, con discreta frequenza dei termini medi o moderatamente fini, reazione alcalina ed elevata saturazione basica. Il contenuto di carbonati tipicamente aumenta con la profondità[30].
- La bassa pianura sabbiosa si sviluppa a sud della media pianura, ha un'estensione maggiore dell'alta e della media pianura ed è quasi interamente compresa tra i corsi d'acqua dell'Oglio a occidente e del Mincio ad oriente. Alcuni tra i più importanti centri abitati sono ubicati su questo paesaggio - Canneto sull'Oglio, Asola, Acquanegra sul Chiese -. Il territorio della bassa pianura è solcato in senso nord-sud da un fitto reticolo di incisioni, talora occupate da piccoli corsi d'acqua o canali, formatisi per organizzazione delle acque sparse dei fontanili. La bassa pianura è costituita da sedimenti a composizione limoso-sabbiosa e ha una acclività media inferiore allo 0,1%[28]. Dal punto di vista del pedopaesaggio, i suoli della bassa pianura sabbiosa sono fertili, ben drenati o con fenomeni di idromorfia di lieve o moderata entità, equilibrati nelle proprietà chimico-fisiche. Essi hanno perlopiù tessitura media o moderatamente fine, con falda raramente riscontrata entro il primo metro di profondità. Hanno inoltre reazione neutra o più alcalina ed elevata saturazione in basi[31].

#### Valli fluviali

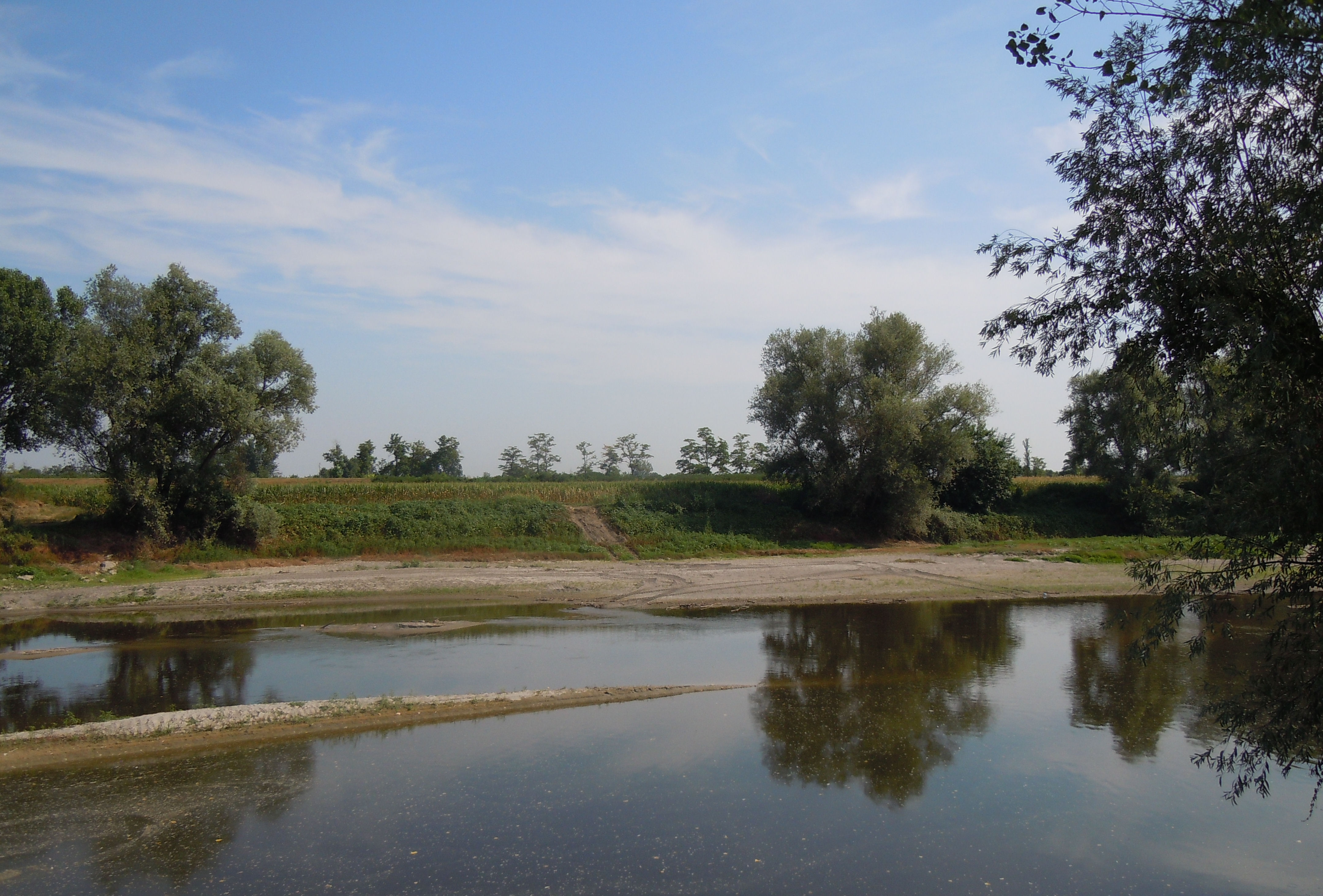
Il fiume Oglio nel Parco dell'Oglio Sud

Il paesaggio delle valli fluviali dei corsi d'acqua olocenici descrive i piani di divagazione dei principali corsi d'acqua - Oglio col suo affluente Chiese e Mincio -, attivi o
fossili, e le loro superfici terrazzate, situate a quote maggiori rispetto al fiume e affrancate dalle acque.
L'origine delle valli è dovuta all'incisione dei corsi d'acqua del reticolo idrografico attuale o recente; molti di essi, attivi già nel Pleistocene, continuano a incidere o a sovralluvionare i propri depositi.
I principali corsi d'acqua - Oglio, Mincio e Chiese - hanno provenienza alpina ed hanno inciso nei territori attraversati valli fluviali di varia profondità:
- L'Oglio scorre nella parte sud-occidentale dell'areale, ha una valle ampia che può raggiungere i 5 km di larghezza e ha inciso profondamente il livello fondamentale della pianura, con un fondovalle ribassato di 2-15 metri rispetto alle aree circostanti. Il corso d'acqua è arginato con ampi meandri e tratti rettificati. La pendenza media è compresa tra 0,2 e 0,05%.
- Il Mincio scorre nella parte orientale, ha un alveo breve, unicorsale, incassato nelle colline moreniche. La pendenza media è compresa tra 0,2 e 0,06%.
- Il Chiese, affluente dell'Oglio presso il confine con il Bresciano, scorre entro una valle poco incassata rispetto alla pianura ed è arginato; lungo il suo corso sono presenti piccoli terrazzi alluvionali di età olocenica[33].

Nelle valli oloceniche si distinguono il sottosistema delle superfici terrazzate e quello delle piane alluvionali inondabili:
- Il pedopaesaggio delle superfici terrazzate, sospese sui corsi d'acqua attuali, comprende i terrazzi alluvionali dell'Olocene antico non più inondabili, situati a quote maggiori rispetto al corso d'acqua dal quale sono separati mediante scarpate erosive. Ognuno di essi corrisponde a un precedente alveo fluviale, abbandonato in seguito a una fase erosiva che ne ha provocato l'approfondimento.
- Il pedopaesaggio delle piane alluvionali inondabili attuali o recenti descrive le piane alluvionali recenti dei corsi d'acqua, ad essi adiacenti, situate alla stessa quota e costruite per successive tracimazioni in occasione degli eventi di piena a seguito di una dinamica prevalentemente deposizionale[34].

### Idrogeologia
Nell'Alto Mantovano, la diffusione di sedimenti di diversa natura e di diversa permeabilità comporta differenti tipi di circolazione idrica nel sottosuolo. Nella parte settentrionale l'alta permeabilità dei terreni e l'abbondanza di flussi idrici determinano la presenza di una considerevole circolazione idrica sotterranea.
Dal punto di vista idrogeologico è possibile descrivere la presenza di acqua secondo due tipologie: l'acqua nel suolo e l'acqua di falda:
- L'acqua nel suolo.

La presenza di acqua nel suolo o, comunque, entro 2-3 metri di profondità dalla superficie del terreno, può essere dovuta alla presenza di orizzonti poco permeabili, oppure alla influenza di una vera falda freatica a profondità ridotta. 

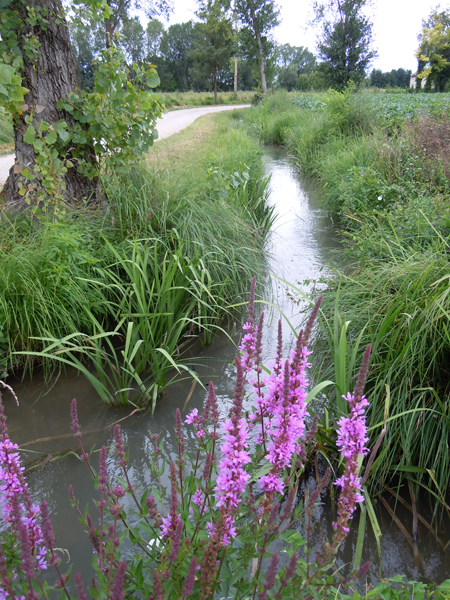
Zona dei fontanili a Castel Goffredo

Nel primo caso si formano orizzonti di suolo sovente saturi d'acqua, per ristagno interno, come avviene in suoli soggetti a forte interferenza idrica (vicinanza di canali irrigui, fontanili, aree morfologicamente depresse).
Ma nel territorio si riscontra anche una falda idrica a profondità ridotta, in prossimità delle aree di media pianura con fontanili in attività. In tutti questi casi, il drenaggio è molto rallentato, con sensibili influenze sui caratteri podologici.
Riguardo al drenaggio interno del suolo si verificano situazioni molto diverse: si va da deflussi delle acque estremamente veloci, come avviene sui cordoni morenici o sull'alta pianura, a deflussi lenti o impediti per eccessi di materiali argillosi nella bassa pianura.
- L'acqua di falda.

Il sottosuolo dell'Alto Mantovano è caratterizzato dalla presenza di un acquifero complesso, multistrato, rappresentabile schematicamente con una falda principale, quella freatica, semiconfinata.
L'acquifero viene alimentato da un consistente flusso sotterraneo proveniente dai settori centro-settentrionali del territorio lombardo e maggiormente concentrato lungo i cordoni morenici, l'alta pianura ghiaiosa e i canali più permeabili corrispondenti ad alvei fluviali attuali o abbandonati o a paleoalvei sepolti.
La profondità della falda dal piano campagna varia da alcune decine di metri nella zona morenica, ai circa 10 metri dell'alta pianura per arrivare a circa 3-5 metri nella bassa pianura.

### Idrografia
L'Alto Mantovano è delimitato su tre lati da tre importanti fiumi: ad ovest il Chiese, in prossimità del confine con Brescia, ad est il Mincio – che per un tratto segna il limite con la provincia di Verona -, a sud-ovest l'Oglio – che marca il confine con la provincia di Cremona -.
Tra l'Oglio e il Mincio sono ubicati diversi corsi d'acqua del reticolo minore, la cui origine si deve al confluire delle acque di risorgiva, che contribuiscono con i loro depositi al paesaggio delle valli fluviali.
Il territorio è inoltre solcato da innumerevoli fiumi minori e vasi artificiali per l'irrigazione agricola. Nella zona più a nord, corrispondente all'abitato di Castel Goffredo, sono presenti numerose risorgive.
I corsi d'acqua minori e i torrenti, alcuni di rilevante valore naturalistico-ambientale, che percorrono il territorio sono: 

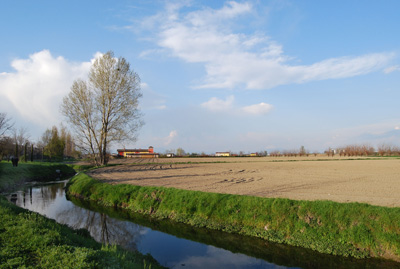
Il Tartaro nei pressi di Castel Goffredo

- il Tartaro Fabrezza, o Tartaro di Casaloldo, nasce nei pressi di Carpenedolo, in una zona ricca di sorgive naturali situata tra Castiglione delle Stiviere e Castel Goffredo, attraversa da nord a sud il comune di Castel Goffredo, passa per Casaloldo, Mariana, Redondesco e Marcaria e sfocia nel fiume Oglio, con un percorso di 37 km[37];
- il Fuga, o Seriola Fuga, nasce a nord di Castel Goffredo, passa per Casaloldo, Mariana, Redondesco, e sfocia a Mosio, nel fiume Oglio, dopo 23 km, con un tratto terminale detto Tartaro di Mosio, che raccoglie anche la acque del Gambino[38][39];
- l'Osone, nasce nel territorio di Castel Goffredo, a sud di Medole, e con un tragitto tortuoso percorre l'abitato di San Martino Gusnago e i terreni di Ceresara, Piubega e Gazoldo, sfociando nel Mincio nelle vicinanze di Grazie di Curtatone; riceve le acque del vaso Gozzolina e della seriola Piubega[40];
- la Seriola Gozzolina, nasce nel territorio di Castiglione delle Stiviere e percorre la zona nord-est di Castel Goffredo, poi le aree di Medole, Ceresara, Piubega, Gazoldo, nelle cui vicinanze sfocia nell'Osone, per uno sviluppo complessivo di circa 28 km; riceve nei pressi di Castiglione le acque del Vaso Reale[41];

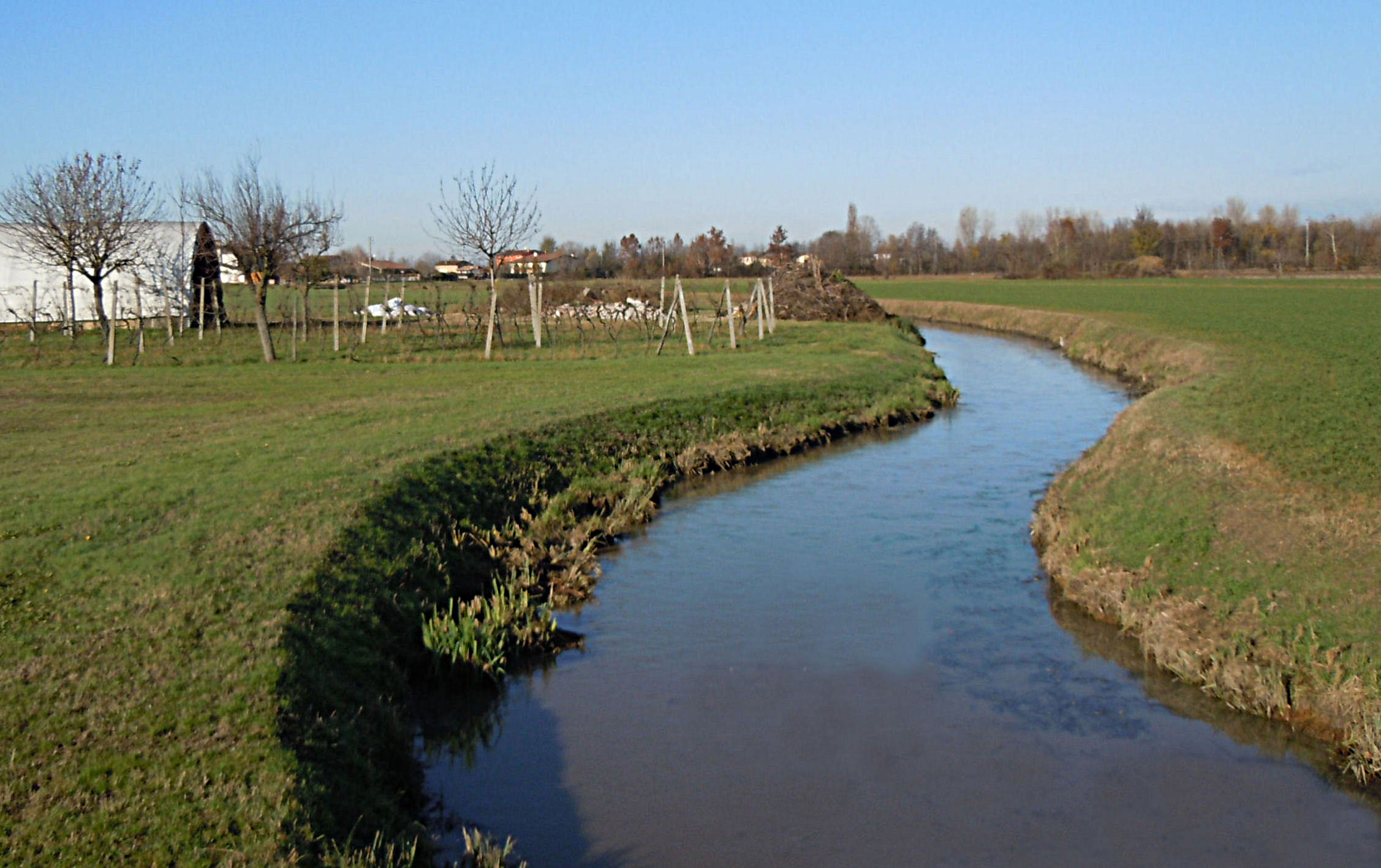
Seriola Piubega

- la Seriola Piubega, nasce nella frazione Lame di Carpenedolo e percorre la zona nord-est di Castel Goffredo, per poi passare dai territori di Medole, Piubega e Gazoldo, per un totale di 26 km[42];
- il Fosso Gambaredoletto o Fosso Gambaredolo-Gambaredoletto, nasce nella campagna a est di Medole, percorre un tratto nel comune di Castel Goffredo e sfocia nella Seriola Piubega a sud della località di Gambaredolo;
- la Seriola Marchionale, nasce nei pressi del triplice confine tra Castiglione delle Stiviere, Carpenedolo e Montichiari, da nord a sud attraversa i terreni di Castiglione, Medole, Guidizzolo, Ceresara, Goito, per poi terminare il suo corso nell'Osone, con uno sviluppo complessivo di più di 35 km[43];
- la Seriola di Cerlongo;
- il Caldone, nasce nei pressi di Foresto di Volta Mantovana, passa per Cereta e Cerlongo per poi cadere nel Mincio appena a sud di Goito;
- il Goldone, nasce da Foresto, viene impinguato nel suo percorso dalla seriola Birbesi e dal Solfero, per scaricarsi nel Mincio nei pressi di Sacca di Goito, dopo un percorso di quasi 20 km[44];

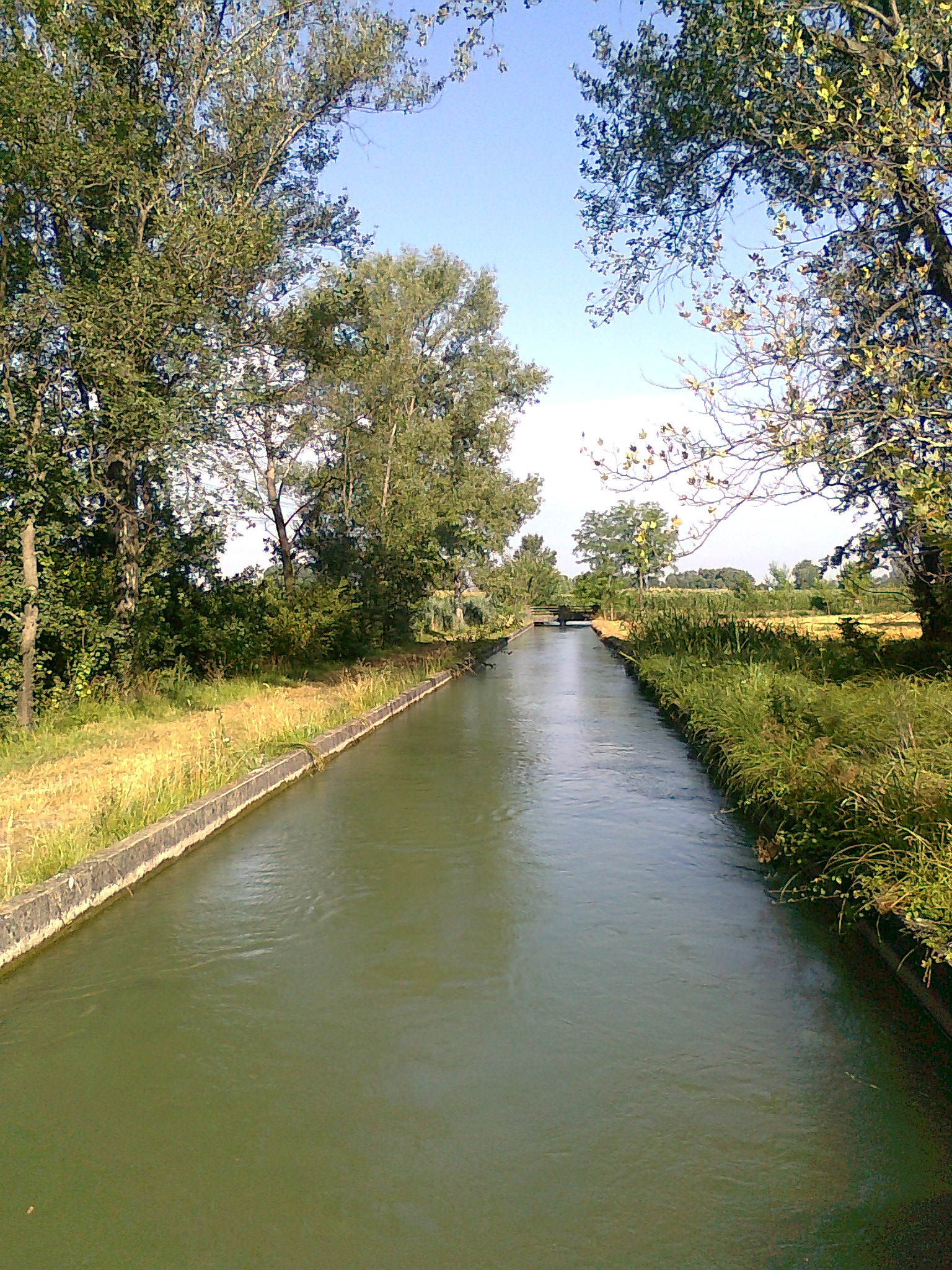
Canale Virgilio nella campagna di Castel Goffredo

- il Gambino, o Vaso Gambino di Casalpoglio o di Castelnuovo Asolano, nasce nella frazione Lame di Carpenedolo e percorre la zona ovest al confine con la provincia di Brescia[45];
- il Ressico, piccolo torrente, nasce nei pressi di Carpenedolo e percorre per alcuni chilometri il comune di Castel Goffredo verso ovest;
- la Fossa Magna, canale artificiale con scopo difensivo fatto scavare da Bernabò Visconti nel XIV secolo, collega Carpenedolo ad Asola, passando per Casalmoro[46];
- il Naviglio di Canneto, proveniente dalla seriola Isorella, bagna Casalromano e Canneto[47];
- la Seriola Asolana, le cui acque provengono dal vaso Naviglio di Brescia[48];
- la Seriola di Acquanegra, proveniente, tramite una chiusa regolabile, dal fiume Chiese, interessa i territori di Asola, Acquanegra e Canneto, per poi tornare nel letto del Chiese[49];
- il Vaso Picinarda, bagna Fontanella Grazioli, frazione di Casalromano[50].
- il Redone, che nasce in località Lavagnone tra Lonato e Desenzano del Garda e, attraversando tutti i comuni del basso Garda, sfocia nel Mincio all'altezza di Monzambano.

L'Alto Mantovano è solcato nella parte nord anche dal Canale Virgilio, artificiale, utilizzato a scopi irrigui in agricoltura.
Il territorio fa parte del Consorzio di Bonifica Alta e Media Pianura Mantovana.
Sono presenti sul territorio numerose cave per l'estrazione di inerti ghiaioso-sabbiosi.

### Sismologia
Il rischio sismico del territorio è mediamente basso (zona 4), malgrado altri territori della zona, come i comuni nelle vicinanza del lago di Garda, sono classificati a medio rischio sismico (zona 3).

### Clima
Il clima dell'Alto Mantovano è quello tipico della pianura padana: le estati sono lunghe e umide ciò aumenta ancor più la sensazione di calore venendosi a creare l'afa, mentre l'inverno è freddo, con frequenti nebbie. Le precipitazioni si concentrano nei mesi dell'autunno-inverno, periodo nel quale possono essere anche a carattere nevoso. Le mezze stagioni sono quasi del tutto inesistenti.
| ALTO MANTOVANO     | Mesi | Mesi | Mesi | Mesi | Mesi | Mesi | Mesi | Mesi | Mesi | Mesi | Mesi | Mesi | Stagioni | Stagioni | Stagioni | Stagioni | Anno |
| ALTO MANTOVANO     | Gen  | Feb  | Mar  | Apr  | Mag  | Giu  | Lug  | Ago  | Set  | Ott  | Nov  | Dic  | Inv      | Pri      | Est      | Aut      | Anno |
| ------------------ | ---- | ---- | ---- | ---- | ---- | ---- | ---- | ---- | ---- | ---- | ---- | ---- | -------- | -------- | -------- | -------- | ---- |
| T. max. media (°C) | 5,7  | 8,1  | 13,0 | 17,6 | 21,4 | 25,0 | 27,4 | 26,8 | 23,1 | 17,8 | 11,6 | 7,2  | 7,0      | 17,3     | 26,4     | 17,5     | 17,1 |
| T. min. media (°C) | 0,2  | 1,5  | 4,9  | 9,0  | 13,1 | 17,0 | 19,3 | 18,7 | 15,5 | 11,1 | 6,2  | 2,1  | 1,3      | 9,0      | 18,3     | 10,9     | 9,9  |

Dall'analisi dei dati di temperatura e piovosità si può notare una relativa uniformità delle temperature, dovuta all'assenza di elementi morfologici di rilievo.
Il mese più freddo è gennaio, quello più caldo luglio. Con queste temperature l'Alto Mantovano si caratterizza per essere una delle zone più calde della Lombardia.
Quanto alle precipitazioni medie annue – pioggia e neve fusa - si può osservare una
maggiore piovosità mano a mano che ci si sposta nella parte nord-occidentale, con un incremento
dai 700 mm nel settore meridionale della media e bassa pianura ai 900 mm in prossimità del lago di Garda
(Castiglione delle Stiviere). L'Alto Mantovano risulta così la parte più piovosa della provincia mantovana, che rimane comunque una delle aree meno piovose della Lombardia.
- Classificazione climatica: tutti i comuni sono inseriti in zona E[54].